# Jean-Jules Clamageran

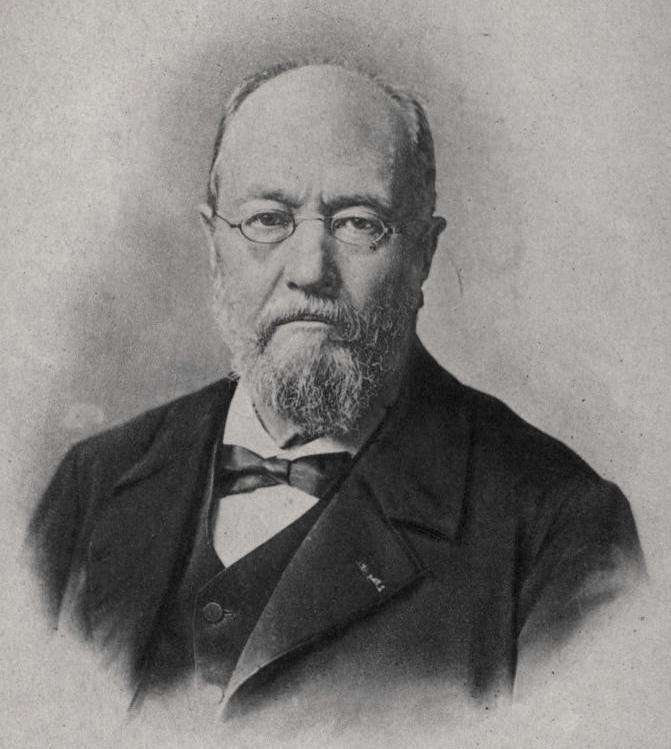
Clamageran, Jean-Jules

Jean-Jules Clamageran (* 29. März 1827 in New Orleans; † 4. Juni 1903 Limours) war ein französischer Politiker der Dritten Republik.

## Leben
Er wurde als Sohn von Pierre Hippolyte Clamageran (1761–1848) und Marie Aimée Montegut in den Vereinigten Staaten geboren, wo sich sein Vater, ein wohlhabender Kaufmann, für einige Zeit niedergelassen hatte. Er entstammt einer alten Hugenottenfamilie aus dem Südwesten Frankreichs.
Bereits 1830 kehrte er mit seinem Vater nach Frankreich zurück. Er absolvierte die klassische Schule am Lycée Henri IV und die höhere Schule an der Pariser Rechtsfakultät. Im Jahr 1851 wurde er an der École de Droit zum Doktor promoviert. 1861 war Clamageran einer der Gründer der Union protestante libérale, der er bis zu seinem Tod angehörte.
Als überzeugter Republikaner gehörte Clamageran zur Opposition im Zweiten Kaiserreich, zusammen mit Charles Floquet, Jules Ferry, Anne-Charles Hérisson, Ferdinand Hérold, Amaury Dréo, Clément Laurier und Léon Gambetta. Er war 1864 in den „Prozess der Dreizehn“ verwickelt. 34 Republikaner (darunter neben Clamageran auch Louis-Antoine Garnier-Pagès, Hippolyte Carnot und Émile Durier), die sich kurz vor einer Wahl bei Garnier-Pagès versammelt hatten, wurden wegen einer nicht genehmigten Versammlung verhaftet und 13 von ihnen jeweils zu 500 Francs Geldstrafe verurteilt.
1882 wurde er als Nachfolger von Roger de Larcy zum Sénateur inamovible (unabsetzbarer Senator) berufen; ein Amt, das er bis zu seinem Tod ausübte. Im Senat gehörte er der Union républicaine an. Von 6. April bis 16. April 1885 war er kurzzeitig Finanzminister in der ersten Regierung Henri Brissons.

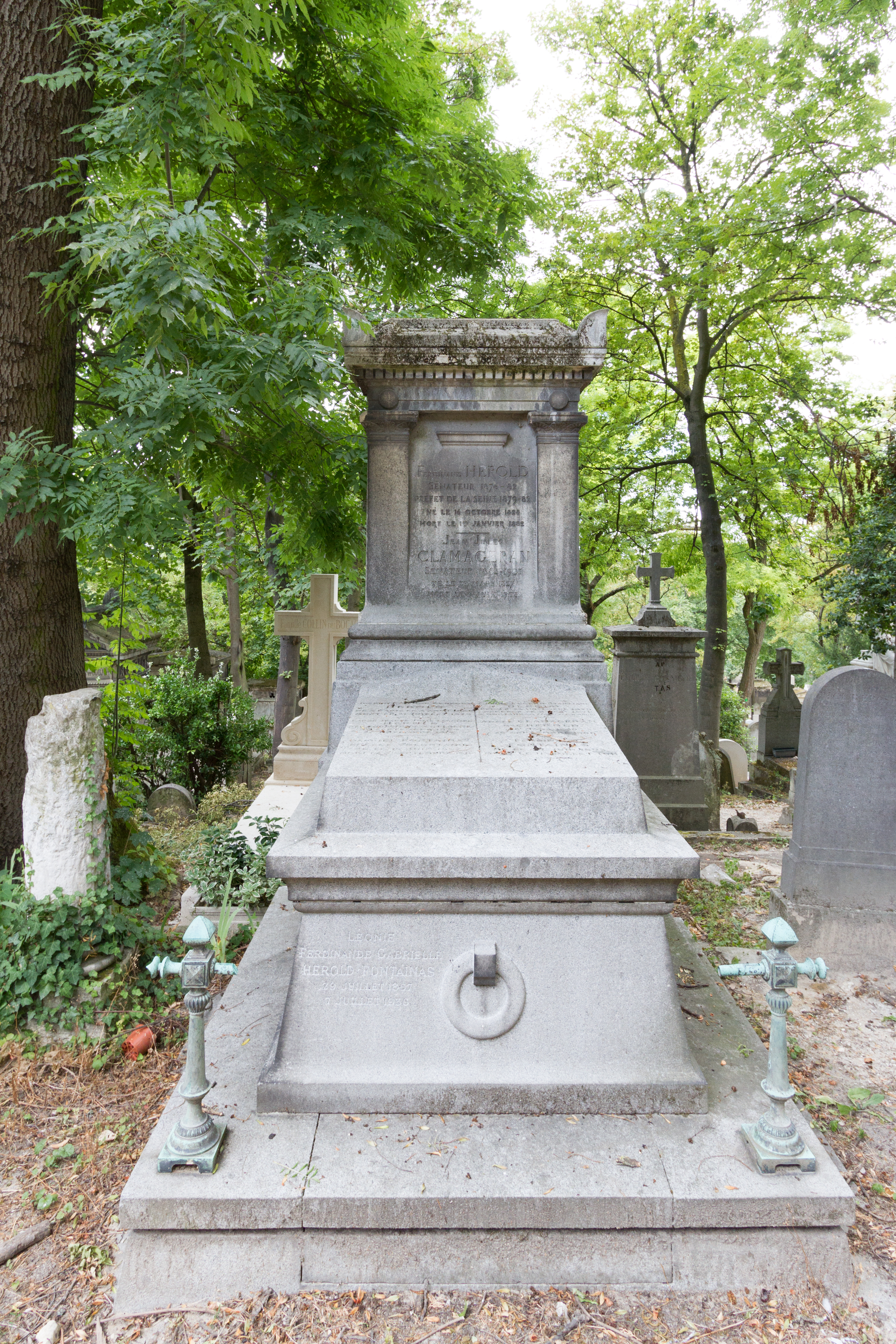
Grab auf dem Père-Lachaise

Jean-Jules Clamageran war mit Adèle Hérold (1830–1906) verheiratet, Tochter des Komponisten Ferdinand Hérold und Schwester des Politikers Ferdinand Hérold. Er wurde als Ritter der Ehrenlegion ausgezeichnet.

## Werke
Jean-Jules Clamageran hat eine Vielzahl von Werken zur Ökonomie und zum Rechtswesen verfasst. Eine ausführliche Werkliste findet sich im Weblink der Nationalbibliothek und im Abschnitt Publications (sélection, par ordre chronologique) der französischen Sprachversion. Viele seiner Werke sind auf Französisch und auf Englisch im Buchhandel erhältlich; deutsche Übersetzungen sind nicht bekannt.